# دوشیزه‌ماهی شکم‌زرد
دوشیزه‌ماهی شکم‌زرد (نام علمی: Amblyglyphidodon leucogaster) نام یک گونه از تیره شقایق‌ماهیان است.